# Aphanostephus
Aphanostephus é um género botânico pertencente à família Asteraceae.